# العلاقات الألبانية السويسرية
العلاقات الألبانية السويسرية هي العلاقات الثنائية التي تجمع بين ألبانيا وسويسرا.

## مقارنة بين البلدين
هذه مقارنة عامة ومرجعية للدولتين:
| وجه المقارنة                                              | ألبانيا                                                    | سويسرا                                                                                      |
| --------------------------------------------------------- | ---------------------------------------------------------- | ------------------------------------------------------------------------------------------- |
| المساحة (كم2)                                             | 28.75 ألف                                                  | 41.28 ألف                                                                                   |
| عدد السكان (نسمة)                                         | 3.02 مليون                                                 | 8.21 مليون                                                                                  |
| الكثافة السكانية (ن./كم²)                                 | 105.04                                                     | 198.89                                                                                      |
| العاصمة                                                   | تيرانا                                                     | برن                                                                                         |
| اللغة الرسمية                                             | اللغة الألبانية                                            | اللغة الألمانية، اللغة الإيطالية، لغة فرنسية، اللغة الرومانشية، الألمانية السويسرية الموحدة |
| العملة                                                    | ليك ألباني                                                 | فرنك سويسري                                                                                 |
| الناتج المحلي الإجمالي (بليون دولار)                      | 13.04 مليار                                                | 678.89 مليار                                                                                |
| الناتج المحلي الإجمالي (تعادل القوة الشرائية) بليون دولار | 33.17 مليار                                                | 518.07 مليار                                                                                |
| الناتج المحلي الإجمالي الاسمي للفرد دولار أمريكي          | 3.94 ألف                                                   | 80.94 ألف                                                                                   |
| الناتج المحلي الإجمالي للفرد دولار أمريكي                 | 11.11 ألف                                                  | 59.54 ألف                                                                                   |
| مؤشر التنمية البشرية                                      | 0.764                                                      | 0.930                                                                                       |
| رمز المكالمات الدولي                                      | +355                                                       | +41                                                                                         |
| رمز الإنترنت                                              | .al                                                        | .ch، .swiss ‏                                                                                |
| المنطقة الزمنية                                           | توقيت وسط أوروبا، ت ع م+01:00، ت ع م+02:00، أوروبا/تيرانا ‏ | توقيت وسط أوروبا، ت ع م+01:00، ت ع م+02:00، أوروبا/زيورخ ‏                                   |

## منظمات دولية مشتركة
يشترك البلدان في عضوية مجموعة من المنظمات الدولية، منها:
| علم المنظمة | اسم المنظمة                               | تاريخ انضمام ألبانيا | تاريخ انضمام سويسرا |
| ----------- | ----------------------------------------- | -------------------- | ------------------- |
|             | مؤسسة التمويل الدولية                     | 15 أكتوبر 1991       | 29 مايو 1992        |
|             | منظمة حظر الأسلحة الكيميائية              | ?                    | ?                   |
|             | يونسكو                                    | 16 أكتوبر 1958       | 28 يناير 1949       |
|             | الاتحاد الدولي للاتصالات                  | 2 يونيو 1922         | 1866                |
|             | الأمم المتحدة                             | 14 ديسمبر 1955       | 10 سبتمبر 2002      |
|             | مجلس أوروبا                               | ?                    | ?                   |
|             | منظمة الشرطة الجنائية الدولية             | ?                    | ?                   |
|             | البنك الدولي للإنشاء والتعمير             | 15 أكتوبر 1991       | 29 مايو 1992        |
|             | منظمة الأمن والتعاون في أوروبا            | 19 يونيو 1991        | 25 يونيو 1973       |
|             | الاتحاد البريدي العالمي                   | ?                    | ?                   |
|             | مؤسسة التنمية الدولية                     | 15 أكتوبر 1991       | 29 مايو 1992        |
|             | منظمة التجارة العالمية                    | ?                    | ?                   |
|             | المنظمة الأوروبية لسلامة الملاحة الجوية   | 2002                 | 1992                |
|             | المركز الدولي لتسوية المنازعات الاستشارية | 14 نوفمبر 1991       | 14 يونيو 1968       |
|             | وكالة ضمان الاستثمار متعدد الأطراف        | 15 أكتوبر 1991       | 12 أبريل 1988       |

## أعلام
هذه قائمة لبعض الشخصيات التي تربطها علاقات بالبلدين:
- أدمير محمدي (ادمير محمدي، 16 مارس 1991[22] – )
- بليريم جمايلي (لاعب كرة قدم سويسري، 12 أبريل 1986[23] – )
- تاولانت جاكا (لاعب كرة قدم ألباني، 28 مارس 1991[24] – )
- شكيلزين غاشي (لاعب كرة قدم، 15 يوليو 1988 – )
- شيردان شاكيري (لاعب كرة قدم سويسري، 10 أكتوبر 1991[25] – )
- غرانيت تشاكا (لاعب كرة قدم سويسري، 27 سبتمبر 1992[26] – )
- فالون بهرامي (لاعب كرة قدم سويسري، 19 أبريل 1985[27] – )

## وصلات خارجية
- موقع وزارة الخارجية الألبانية
- موقع وزارة الخارجية السويسرية